# 艾伦·惠特韦尔
艾伦·惠特韦尔（英語：Allan Whitwell，1954年5月5日—），英国男子赛艇运动员。他曾代表英国参加1976年、1980年和1984年夏季奥林匹克运动会赛艇比赛，其中1980年奥运会获得一枚银牌。